# Joan Horrach i Ripoll
Joan Horrach i Ripoll (Deià, 27 de març de 1974) és un ciclista mallorquí, professional des del 2000 fins al 2013.
Entre el 2002 i el 2011 va participar assíduament a la Volta a Espanya. En el seu palmarès destaca una victòria d'etapa al Giro d'Itàlia de 2006 entre Livorno i Sestri Levante.
Després de retirar-se va tornar a Mallorca, on treballa com a guia de cicloturisme a la Serra de Tramuntana.

## Palmarès[5]
- 2000
  - Vencedor d'una etapa de la Volta a Tras os Montes
  - Vencedor d'una etapa del Grand Prix Sport Noticias
- 2001
  - 1r al Gran Premio Jornal de Noticias i vencedor d'una etapa
  - Vencedor d'una etapa de la Volta a Astúries
- 2002
  - 1r al Gran Premi de l'Ajuntament de Llucmajor
  - Vencedor de 2 etapes de la Volta a Portugal
- 2003
  - Vencedor d'una etapa del Trofeu Joaquim Agostinho
- 2006
  - Vencedor d'una etapa al Giro d'Itàlia
- 2022
  - Campió mundial Gravel UCI, grup d'edat 45- 49
- 2024
- Campió mundial de Gravel UCI, grup d'edat màster 50

### Resultats al Tour de França
- 2009. 74è de la classificació general
- 2012. 119è de la classificació general

### Resultats al Giro d'Itàlia
- 2005. 37è de la classificació general
- 2006. 36è de la classificació general. Vencedor d'una etapa
- 2007. No surt (5a etapa)
- 2008. 81è de la classificació general
- 2010. 54è de la classificació general
- 2011. 53è de la classificació general

### Resultats a la Volta a Espanya
- 2002. 33è de la classificació general
- 2003. 28è de la classificació general
- 2004. 24è de la classificació general
- 2005. 26è de la classificació general
- 2006. 79è de la classificació general
- 2007. 29è de la classificació general
- 2010. 74è de la classificació general
- 2011. 67è de la classificació general